# Marcel Remacle (politicus)
Marcel Ghislain Adolphe Amélie Remacle (Vielsalm, 19 mei 1929 - 15 mei 2011) was een Belgisch volksvertegenwoordiger.

## Levensloop
Remacle promoveerde tot licentiaat in de politieke en sociale wetenschappen. Van 1948 tot 1968 was hij in dienst bij de Nationale Maatschappij der Belgische Spoorwegen. Hij werd er syndicaal actief en werd er voorzitter van de gewestelijke centrale van openbare diensten.
In 1958 werd hij verkozen tot gemeenteraadslid van Vielsalm en in 1964 lag hij aan de basis van een gewijzigde meerderheid, die hem als burgemeester voordroeg. Van 1965 tot 1970 was hij ook provincieraadslid van Luxemburg.
Hij werd van 1968 tot 1971 kabinetsmedewerker bij de minister van Begroting en latere vicepremier André Cools. Daarna werd hij in 1971 voor de PSB verkozen tot lid van de Kamer van volksvertegenwoordigers voor het arrondissement Aarlen. Hij bleef dit tot in 1984 en was al die tijd de enige verkozene voor zijn partij in de provincie Luxemburg. Door het in die periode bestaande dubbelmandaat zetelde hij van 1971 tot 1980 ook in de Cultuurraad voor de Franse Cultuurgemeenschap en van 1980 tot 1984 in de Waalse Gewestraad en de Raad van de Franse Gemeenschap. Ook vertegenwoordigde hij van 1975 tot 1983 de PSB en daarna de PS in de Waalse Economische Raad en was hij voorzitter van de Société de diversification du bassin luxembourgeois (SDBL).
In 1984 werd Remacle verkozen tot lid van het Europees Parlement, een mandaat dat hij vervulde tot in 1989.
Hij concentreerde zich nadien op zijn gemeentelijk mandaat en bleef burgemeester tot in 1998 en gemeenteraadslid tot in 2007. Hij was van 1992 tot 1994 ook nogmaals provincieraadslid van Luxemburg.
Ook was hij nog actief als bestuurder en vicevoorzitter van IDELUX, voorzitter van de Hoge Bosraad, lid van de Hoge Jachtraad en lid van de Deontologische raad van de PS.
Van 1999 tot 2004 was hij als deskundige verbonden aan het kabinet van de Waalse minister voor Landbouw José Happart voor het uitwerken van een Waalse boscode.